# Фэйсон, Фрэнки
Фрэнки Расселл Фэйсон (англ. Frankie Russel Faison; род. 10 июня 1949[…], Ньюпорт-Ньюс, Виргиния) — американский актёр, известный своей ролью заместителя комиссара, а затем и комиссара Эрвина Баррелла в сериале HBO «Прослушка», Барни Мэтьюза во франшизе «Ганнибал Лектер» и Шугар Бейтса в сериале «Банши» от Cinemax.

## Ранние годы
Фэйсон родился в Ньюпорт-Ньюсе, штат Вирджиния, в семье Кармены (урожденной Гантт) и Эдгара Фэйсона. Он изучал драму в Уэслианский университет штата Иллинойс в Блумингтоне, штат Иллинойс, где присоединился к братству Тета Чи. Затем он получил степень магистра изобразительных искусств в Школе искусств Тиш Нью-Йоркского университета, которую окончил в 1974 году. Фрэнки женат на Саманте Юпитер Фэйсон с 2017 года.

## Карьера
Фэйсон начал свою актёрскую карьеру в 1974 году в постановке «Короля Лира» на Нью-Йоркском Шекспировском фестивале с Джеймсом Эрлом Джонсом в главной роли. Позже Фэйсон появился вместе с Джонсом на бродвейской премьере «Заборы», за которую он был номинирован на премию «Тони» за лучшую мужскую роль второго плана в пьесе. Следующая роль Фэйсона появилась на телевидении, в недолгосрочном сериале «Горячий сэндвич с героем» в 1979 году. Фэйсон не появлялся на большом экране до 1980 года, когда он появился в «Отпуске без конца» в роли «Человека в вестибюле». До 1986 года последовала череда небольших ролей, когда он сыграл роль лейтенанта Фиска в «Охотнике на людей». Также в том же году он появился в комедии «Долговая яма» в роли строителя и в фильме Стивена Кинга «Максимальное ускорение». В 1988 году он появился вместе с Эдди Мерфи и Джеймсом Эрлом Джонсом в фильме «Поездка в Америку» в роли домовладельца и получил второстепенную роль в фильме Спайка Ли 1989 года «Делай как надо!». Фэйсон также появился в фильме 1996 года «Жена богача» в роли детектива Рона Льюиса. Он также появился в ремейке «Афера Томаса Крауна» 1999 года в роли детектива Паретти. Фэйсон известен тем, что появлялся в киноадаптациях книг Томаса Харриса о Ганнибале: в роли санитара Барни в «Молчании ягнят», сиквеле «Ганнибал» и приквеле «Красный дракон».
В 1990–1991 годах он снялся в ситкоме Fox «В истинном свете» со Стефани Фараси и Нэнси Уокер о межрасовой паре. Во втором сезоне программы его заменил Кливон Литтл. В 1991 году Фэйсон снова появилась вместе с Хопкинсом в фильме «Корпорация «Бессмертие»», в котором также снимались Мик Джаггер и Эмилио Эстевес. В 1998 году он был постоянным участником научно-фантастического телешоу «Добыча». В 1992 году он сыграл патриарха Бэйли в пьесе Шерил Уэст «Прежде, чем оно достигнет дома». В фильме 2003 года «Боги и генералы» Фэйсон сыграл роль Джима Льюиса, освобожденного раба, который разделяет свою религиозную веру и оптимизм с генералом КША Томасом Дж. Джексоном в качестве личного повара генерала. В 2004 году он снялся в роли Джоджо Андерсона в «Шашлыке» и появился в «Белых цыпочках». Фэйсон сыграл главную роль комиссара полиции города Балтимора Эрвина Баррелла в драме HBO «Прослушка».
Фэйсон появился в фильме Тайлера Перри «Знакомство с Браунами», фильме о матери-одиночке, которая везёт свою семью в Джорджию на похороны своего отца — человека, которого она никогда не встречала. Там её клан знакомится с грубой и веселой семьей Браун. Фэйсон сыграла роль Брауна и брата Веры, Л.Б. Браун. В 2009 году он был в актёрском составе киноадаптации Джона Красински «Короткие интервью с подонками», играя сына туалетного работника, который едко рассказывает о переживаниях своего отца в одном из главных монологов.
Фэйсон играл Ричарда Эванса в сериале «Одна жизнь, чтобы жить» с 2009 по 2012 год.
Он появился в телесериале «Голубая кровь», в котором также играет Том Селлек, в роли помощника комиссара полиции. Его главной ролью в кино в этот период была роль Харлана в фильме «Адам». Он также появился в эпизоде третьего сезона телесериала «Обмани меня».
Фэйсон сыграл роль Шугар Бейтс, боксёр, ставший трактирщиком в телесериале Cinemax «Банши». Он появился в роли Генри «Поп» Хантера в сериале Netflix «Люк Кейдж» и сыграл роль второго плана в оригинальном телесериале Amazon Studios 2016 года «История американской девушки – Мелодия 1963: Любовь должна победить».
В 2017 году Фэйсон появился в клипе на песню «Holding On» группы «The War on Drugs».

## Фильмография

### Фильмы
| Год  | Название                                                            | Роль                     |
| ---- | ------------------------------------------------------------------- | ------------------------ |
| 1980 | Отпуск без конца                                                    | мужчина в вестибюле      |
| 1981 | Рэгтайм                                                             | член банды № 1           |
| 1982 | Люди-кошки                                                          | детектив Брандт          |
| 1982 | Немного секса                                                       | электрик                 |
| 1982 | Мошенничество                                                       | полицейский-водитель     |
| 1984 | Каннибалы-гуманоиды из подземелий                                   | сержант Паркер           |
| 1984 | Мститель 2                                                          | Би Джи                   |
| 1986 | Долговая яма                                                        | Джеймс                   |
| 1986 | Максимальное ускорение                                              | Хэнди                    |
| 1986 | Охотник на людей                                                    | лейтенант Фиск           |
| 1988 | Поездка в Америку                                                   | домоправитель            |
| 1988 | Миссисипи в огне                                                    | панегирист               |
| 1989 | Делай как надо!                                                     | кокос Сид                |
| 1990 | Свадьба Бетси                                                       | Зак Монро                |
| 1991 | Молчание ягнят                                                      | Барни Мэтьюс             |
| 1991 | Город надежды                                                       | Левонн                   |
| 1992 | Корпорация «Бессмертие»                                             | бездомный                |
| 1993 | Соммерсби                                                           | Джозеф                   |
| 1993 | Бесплатные деньги                                                   | Мэдиган                  |
| 1994 | Я люблю неприятности                                                | шеф полиции              |
| 1995 | Соседи по комнате                                                   | профессор Мартин         |
| 1996 | Семейка придурков                                                   | Ллойд                    |
| 1996 | Мать-тьма                                                           | Роберт Стерлинг Уилсон   |
| 1996 | Альбино Аллигатор                                                   | агент Марв Роуз          |
| 1996 | Жена богача                                                         | агент Марв Роуз          |
| 1997 | Джулиан По                                                          | шериф Леон               |
| 1997 | Изнасилование (фильм)                                               | Генри Брокер             |
| 1999 | Афера Томаса Крауна                                                 | детектив Паретти         |
| 1999 | Кислород (фильм, 1999)                                              | Фил Клайн                |
| 2000 | Там, где деньги                                                     | охранник                 |
| 2001 | Сонная девчонка                                                     | Джимми Дюпри             |
| 2001 | Ганнибал                                                            | Барни Мэттьюс            |
| 2001 | Обратно на Землю                                                    | Уитни Дэниелс            |
| 2001 | 13 разговоров об одном                                              | Ричард «Дик» Лейси       |
| 1999 | Шоу начинается                                                      | капитан Уиншип           |
| 1999 | Красный дракон                                                      | Барни Мэттьюс            |
| 2003 | Боги и генералы                                                     | Джим Льюис               |
| 2004 | Разбойники с большой дороги                                         | Уилл Маклин              |
| 2004 | Америка Браун                                                       | тренер Брайант           |
| 2004 | Белые цыпочки                                                       | Эллиотт Гордон           |
| 2004 | Шашлык                                                              | Джоджо Андерсон          |
| 2004 | Опора                                                               | Джерри                   |
| 2004 | Крутая компания                                                     | Корвин                   |
| 2006 | Премиум                                                             | Фил                      |
| 2007 | Мои черничные ночи                                                  | Трэвис                   |
| 2008 | Знакомство с Браунами                                               | L.B.                     |
| 2008 | Будь моим парнем на пять минут                                      | продавец билетов         |
| 2009 | Короткие интервью с подонками                                       | объект № 42              |
| 2009 | Адам                                                                | Харлан                   |
| 2009 | Отчаянные головы                                                    | Папа                     |
| 2009 | История одного вампира                                              | Рамус Тубеллис           |
| 2009 | Продаётся владельцем                                                | Джин Вудман              |
| 2009 | Точка разлома                                                       | cудья Грин               |
| 2012 | Ковбойши и ангелы                                                   | Август                   |
| 2013 | Папа поневоле                                                       | Джилли                   |
| 2016 | История американской девушки – Мелодия 1963: Любовь должна победить | Фрэнк Эллисон            |
| 2017 | Христос под следствием                                              | Джо Дюбуа                |
| 2017 | Звучание                                                            | Роланд                   |
| 2018 | Работа актёра над собой                                             | дьякон Фрэнк Додж        |
| 2019 | Убийство Кеннета Чемберлена                                         | Кеннет Чемберлен-старший |
| 2020 | Проклятие                                                           | Уильям Мазерсон          |
| 2020 | Я-твоя женщина                                                      | Арт                      |
| 2021 | Отцовство                                                           | Майк                     |
| 2023 | Тилл                                                                | Джон Картан              |

### Телевидение
| Год       | Название                                            | Роль                    | Примечания                                                     |
| --------- | --------------------------------------------------- | ----------------------- | -------------------------------------------------------------- |
| 1974      | Великие представления                               | капитан                 | Эпизод: «Король Лир»                                           |
| 1982      | Другой мир                                          | капитан Хэнкок          | Эпизод № 1.4478                                                |
| 1983      | На пороге ночи                                      | Ральф Петтибоун         | регулярная роль                                                |
| 1985      | В поисках завтрашнего дня                           | Уиллард Кловис          | Эпизод № 1.8643                                                |
| 1985      | Кейт и Элли                                         | детектив                | Эпизод: «Плохое семя»                                          |
| 1987      | Уравнитель                                          | Зудо                    | Эпизод: «Миссия: Макколл: Часть 1»                             |
| 1989      | Человек по имени Ястреб                             | мистер Карвер           | Эпизод: «Выбор случая»                                         |
| 1989      | Монстры                                             | Джек Лайл               | Эпизод: «Корень мандрагоры»                                    |
| 1990      | Закон и порядок                                     | Лестер Кроуфорд         | Эпизод: «Из полусвета»                                         |
| 1990—1991 | В истинном свете                                    | Рон Фриман              | Главная роль                                                   |
| 1992      | Все мои дети                                        | министр Бауэр           | Эпизод № 1.5910                                                |
| 1995      | Лангольеры                                          | Дон Гаффни              | 2 эпизода                                                      |
| 1996      | Нью-Йорк под прикрытием                             | капитан Уилтон          | Эпизод: «Огненное шоу»                                         |
| 1997      | Тюрьма Оз                                           | Корнелиус Кин           | Эпизод: «Капитал П»                                            |
| 1997—1998 | Косби                                               | Рон                     | Эпизоды: «Я в порядке, ты Хилтон» и «На скалах»                |
| 1998      | Добыча                                              | Рэй Петерсон            | Главная роль                                                   |
| 1998—1999 | Все мои дети                                        | Фрэнк Доусон            | Периодическая роль                                             |
| 2002—2008 | Прослушка                                           | Эрвин Баррел            | Главная роль (1–4 сезоны), второстепенная роль (5 сезон)       |
| 2004      | Присяжные                                           | Ник Ван Лиер            | Эпизод: «Бэнгеры»                                              |
| 2007—2008 | Закон и порядок: Специальный корпус                 | агент ФБР Том Никерсон  | Эпизоды: «Флорида» и «Подпись»                                 |
| 2008      | Армейские жёны                                      | генерал Бакстер         | Эпизод: «Отправления, прибытия»                                |
| 2008—2012 | Одна жизнь, чтобы жить                              | Ричард Эванс            | Главная роль                                                   |
| 2009—2020 | Анатомия страсти                                    | Уильям Бэйли            | 4 эпизода                                                      |
| 2010      | Голубая кровь                                       | Джеффордс               | Эпизод: «Самаритянин»                                          |
| 2010      | Обмани меня                                         | Тедди                   | Эпизод: «Копченый»                                             |
| 2010—2015 | Хорошая жена                                        | Джеремия Истон          | 4 эпизода                                                      |
| 2013      | Элементарно                                         | cудья Брюстер О'Хара    | Эпизод: «Тремор»                                               |
| 2013—2016 | Банши                                               | Шугар Бэйтс             | 34 эпизода                                                     |
| 2014      | Помнить всё                                         | мэр Беверли             | Эпизод: «Час Омеги»                                            |
| 2014      | Чёрный ящик                                         | Уэйд                    | Эпизод: «Пой как я»                                            |
| 2014      | Вечность                                            | Пеппер Эванс            | Эпизод: «6 утра»                                               |
| 2016      | Люк Кейдж                                           | Генри Хантер            | 2 эпизода                                                      |
| 2017      | Хорошая борьба                                      | Джеремайя Истон         | Эпизод: «Реддик против Боузмана»                               |
| 2017      | Райан Хэнсен раскрывает преступления на телевидении | капитан Джексон №5      | Эпизод: «Жаждущий справедливости»                              |
| 2018      | Гавайи 5.0                                          | Лерой Дэвис             | Эпизод: «Ни один грех не умирает, ни одно покаяние не умирает» |
| 2019      | Деревня                                             | Рон Дэвис               | 10 эпизодов                                                    |
| 2020      | Бог меня зафрендил                                  | мистер Джонсон          | Эпизод: «Дом кино Гарлема»                                     |
| 2020      | Пространство                                        | Чарльз                  | Эпизод: «Отток»                                                |
| 2021      | Чёрный список                                       | Абрахам Мурс            | Эпизод: «Фрибурская уверенность»                               |
| 2021      | Булл                                                | Ли Дональдсон           | Эпизод: «Король Бык»                                           |
| 2022      | Новичок                                             | Кристофер «Катти» Кларк | 2 эпизода                                                      |
| 2022—2023 | Новичок: Федералы                                   | Кристофер «Катти» Кларк | Главная роль                                                   |
| 2023      | Здравствуй, будущее!                                | Бак Мэнзелл             | 4 эпизода                                                      |